# Parque nacional real de Manas
El Parque nacional Real de Manas es un área protegida en el país asiático de Bután, se trata del parque nacional más antiguo en esa nación y el Gobierno Real lo considera la "joya de conservación del Reino" y un "depósito de genética" por sus plantas valiosas. Tiene una superficie de 1.057 kilómetros cuadrados (408 millas cuadradas) y cubre el este del distrito de Sarpang, la mitad occidental del Distrito Zhemgang, y el oeste del distrito de Pemagatshel. Se conecta a través de "corredores biológicos" al Santuario de Vida Silvestre Phibsoo, al Parque nacional de Jigme Singye Wangchuck, al Parque nacional de Thrumshingla, y al Santuario de Vida Silvestre Khaling. Manas también directamente colinda con el Patrimonio de la Humanidad y Parque nacional de Manas en Assam, India, hacia el sur.